# Żaba (Opole)
Pour les articles homonymes, voir Żaba.
Żaba est une localité polonaise de la gmina et du powiat de Namysłów en voïvodie d'Opole.